# Reisszug

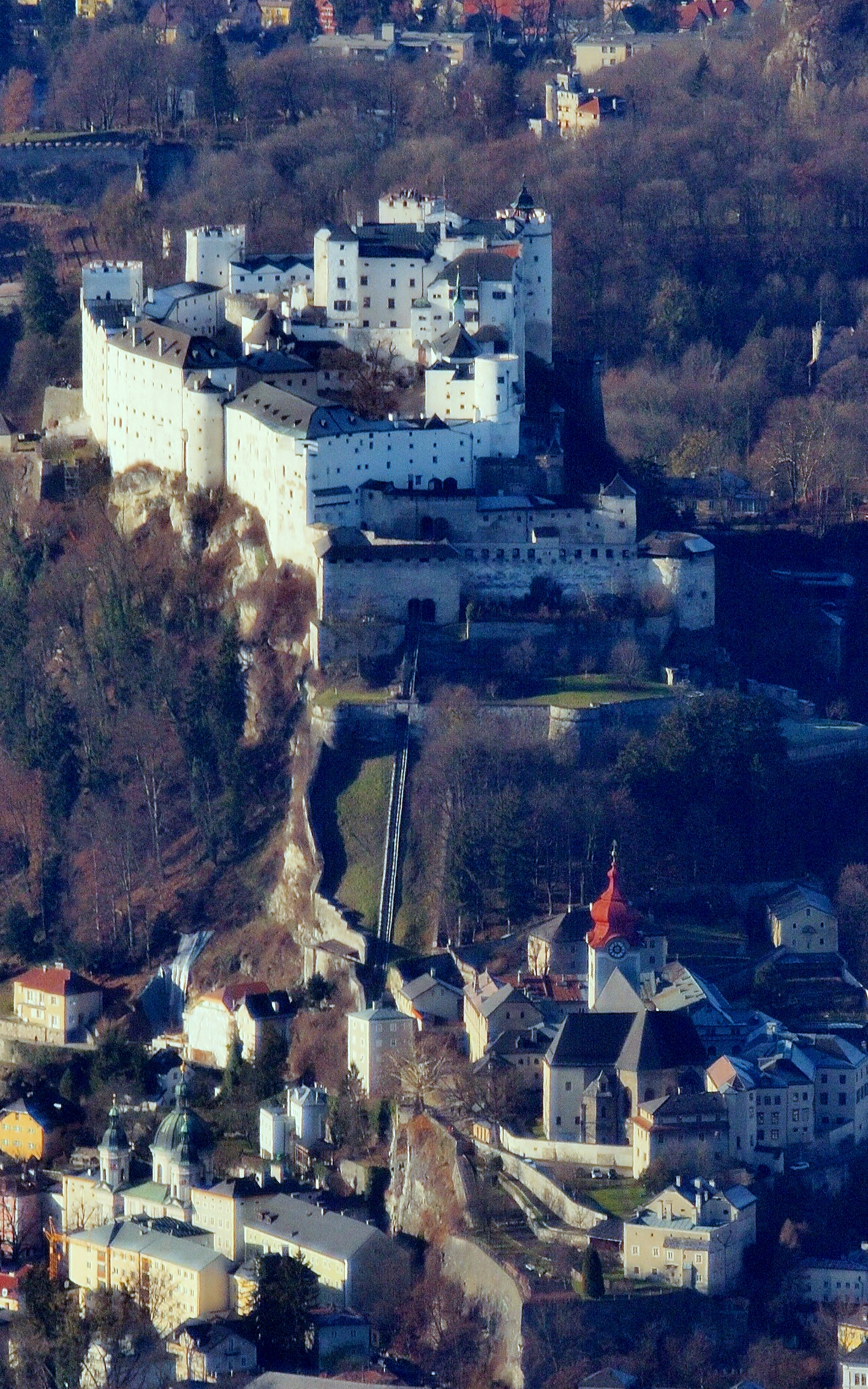
Twierdza Hohensalzburg z trasą kolejki

Reisszug (niem. Reiβzug) – kolej linowo-terenowa znajdująca się na terenie Twierdzy Hohensalzburg w Salzburgu, w Austrii. Jest to prawdopodobnie najstarsza linia kolejowa na świecie. W chwili obecnej używana jest do przewozu zaopatrzenia i nie ma charakteru publicznego.

## Nazwa
Nazwa kolejki pochodzi od średnio-wysoko-niemieckiego słowa „rīsen” – odpowiednika dzisiejszego słowa „reisen” („podróżować“) – oznaczającego dawniej wchodzenie, poruszanie się od dołu ku górze (por. ang. to rise); ale również schodzenie, opadanie ku dołowi.

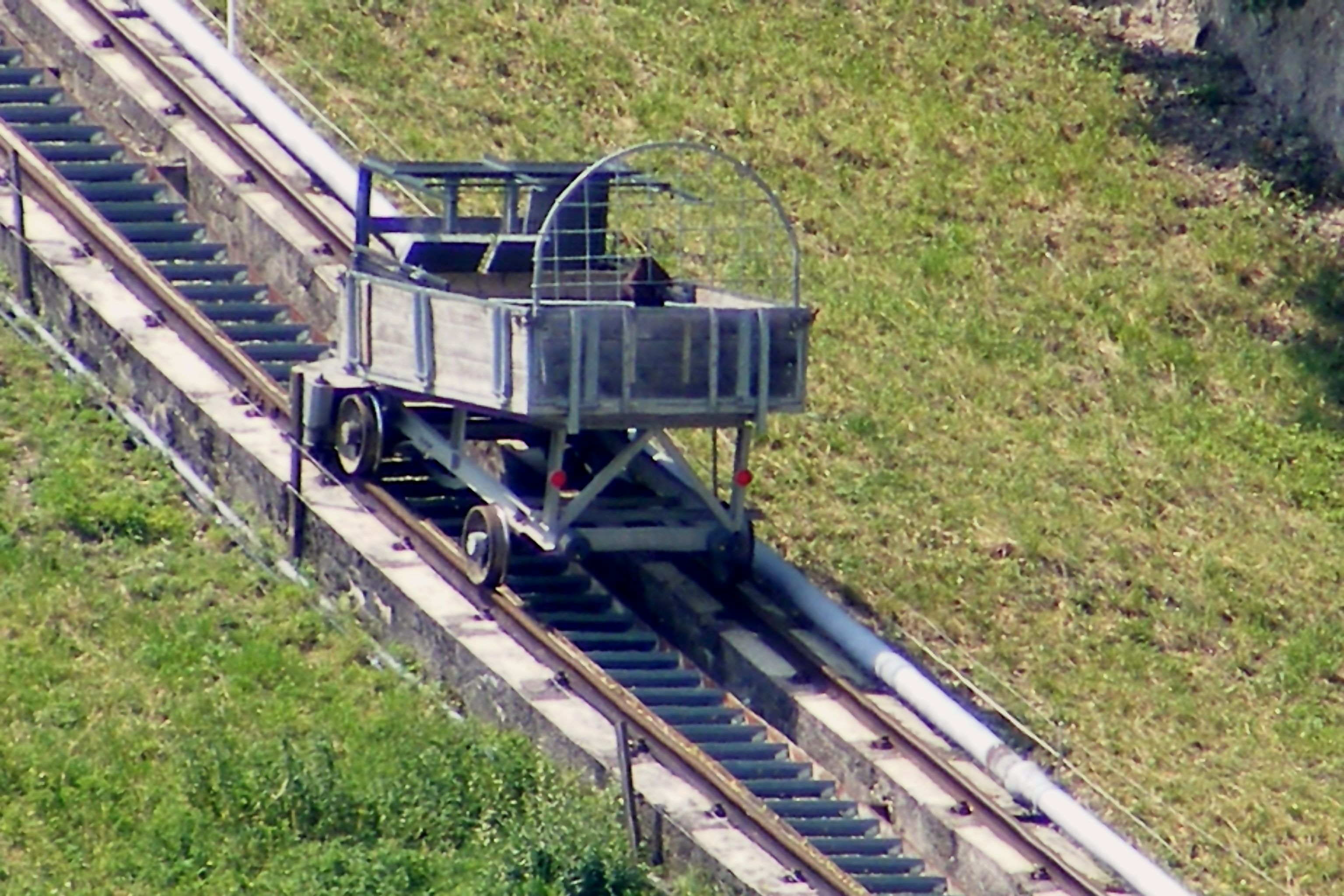
Wagonik kolejki

## Historia

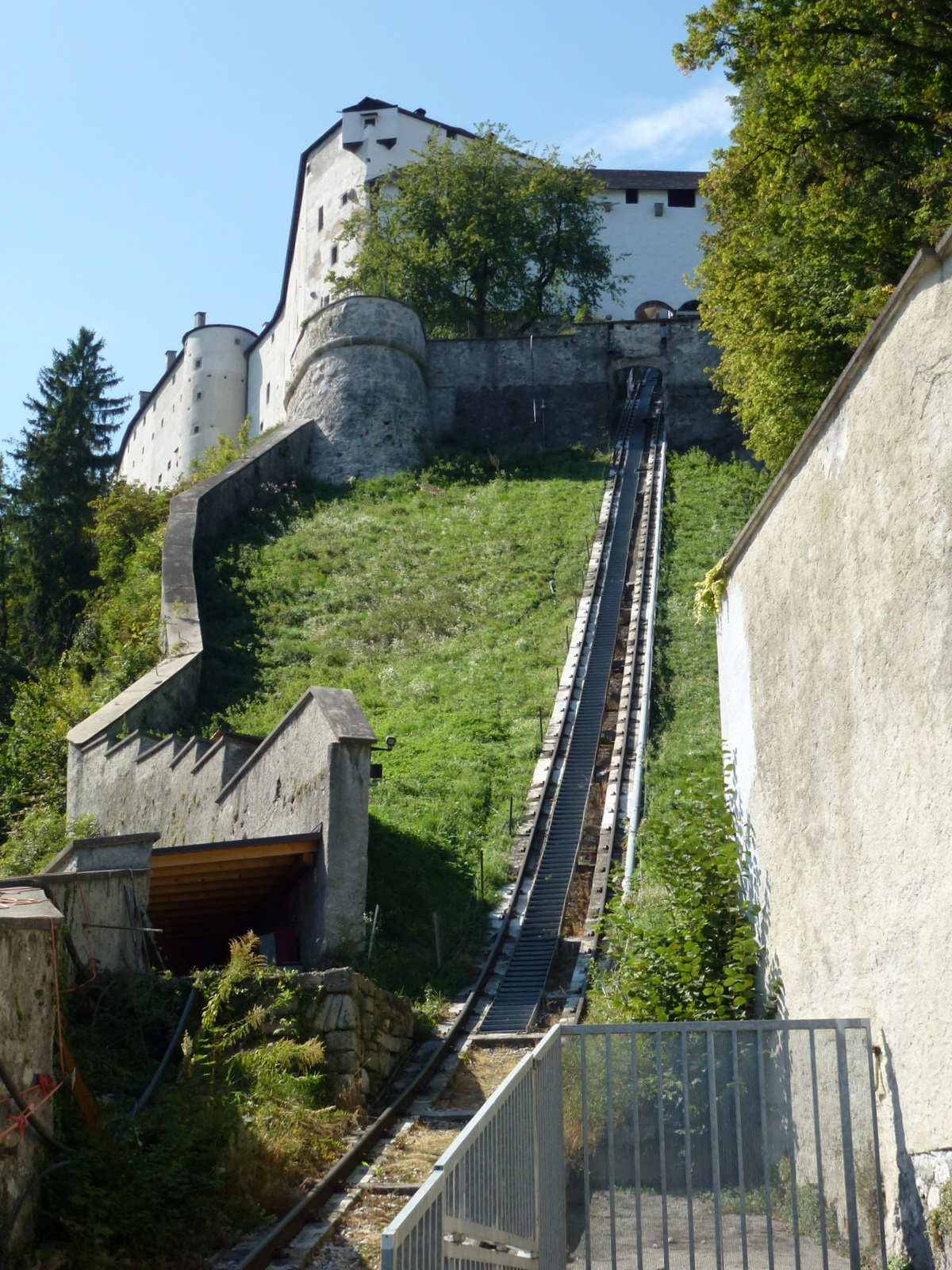
Trasa kolejki widziana od dolnej stacji

Kolejka, wspinająca się z klasztoru Nonnenhof do Twierdzy Hohensalzburg, powstała prawdopodobnie około 1495 roku i służyła przede wszystkim do transportu towarów. W 1515 została ona dokładnie opisana w źródłach. Ponieważ stanowiła ona najdogodniejszy sposób zaopatrywania twierdzy, kursowała kilka razy dziennie, szczególnie w okresie zimowym. Budowa kolejki naruszyła ciągłość fortyfikacji, co wymusiło dokonanie szeregu modyfikacji budowli obronnych twierdzy. Szyny wykonano pierwotnie z twardego drewna, a napęd zapewniał konny kierat (czasami napędzany przez minimum 9 więźniów) poprzez 300-metrową linę konopną. Obecna konstrukcja pochodzi z 1644 roku. W latach 1881–1885 cesarsko-królewska administracja wojskowa twierdzy przeprowadziła szereg inwestycji, wymieniono np. 3 drewniane mosty na konstrukcje stalowe. W 1910 kolejka otrzymała napęd elektryczny (silnik o mocy 38 KM), co spowodowało skrócenie czasu przejazdu z godziny do około 30 minut. W latach 1950–1951 zwiększono szerokość torów kolejki, a w latach 1988–1990 i 2004 została ona poddana rewitalizacji.

## Dane techniczne
- Wysokość pokonywanego odcinka: 80 m
- Rozstaw szyn 1300 mm
- Długość: 190 m
- Pochylenie: 67%
- Ładowność: 1500 kg ładunku lub 3 osoby
- Prędkość: 0,55 m/s
- Czas jazdy: 5,45 min